# Cerapachys crassus
Cerapachys crassus é uma espécie de formiga do gênero Cerapachys.